# Dagwand
Een dagwand is een oude oppervlaktemaat.
Het verwijst naar de oppervlakte grond die een boer met behulp van een os en een ploeg normalerwijze in 1 dag kon ploegen, dit is ongeveer één derde van een hectare of ongeveer 3300 m². De Romeinen gebruikten de term iugerum (van iugum = juk; vgl. Fr. "joug"; een juk ossen), doelend op de ossen die onder het juk de ploeg voorttrokken.
De dagwand is gelijk aan 100 vierkante roeden. De exacte maat van de vierkante roede vertoonde echter regionale verschillen. Zo kon de oppervlakte van de dagwand, al naargelang de regio, uiteenlopen van 3000 tot 3500 m².

## Voorbeeld
- Een Dendermondse dagwand was 3348,9369 m².
- Een Aalsterse dagwand was 3030,7456 m².

## Gelijkaardige eenheden
De morgen (in o.a. de costuymen van Broeksele ook vermeld als Morghe lands of merghen) was een andere oppervlaktemaat. De morgen kwam overeen met de oppervlakte die men in één ochtend kon ploegen. De morgen was gewoonlijk gelijk aan 300 roeden of anders gezegd 1/3 van een bunder.
In Ethiopië verwijst de tsimdi eveneens naar de oppervlakte land die een boer met behulp van een os en een ploeg normalerwijze in 1 dag kan ploegen. Daar komt de tsimdi ongeveer overeen met een kwart van een hectare.
Dagwand is ook functioneel verwant aan de Engelse maat "acre": een "acre" is ook de oppervlakte die op 1 dag kan geploegd worden. De internationale acre heeft een oppervlakte van net geen 4047 m².
In streken waar men met "kleine" roedes van 14 à 15 m² werkte, werd de dagwand niet gebruikt. Daar gebruikte men eerder het gemet, wat overeen kwam met 300 (kleine) roedes of 4400 à 4500 m².